# France au Concours Eurovision de la chanson 1979
La France a participé au Concours Eurovision de la chanson 1979 à Jérusalem, Israël. C'est la 23e participation de la France au Concours Eurovision de la chanson.
Le pays est représenté par Anne-Marie David et la chanson Je suis l'enfant-soleil. L'artiste et la chanson auraient dû être sélectionnés via une finale nationale organisée par TF1, mais à la suite d'une grève provoquée par l'annonce de licenciements à la Société française de production en février 1979, qui a affecté le service public, les demi-finales ainsi que la finale n'ont finalement pas pu être diffusées. 
Par conséquent, le jury de présélection de TF1, France Inter et la Sacem ont choisi la chanson qui représente la France à l'Eurovision 1979 en interne, parmi les 14 chansons en compétition,.

## Sélection

### Demi-finales
Les demi-finales de la sélection nationale auraient dû avoir lieu le 18 février et le 25 février 1979 à Paris et seraient présentées par Marc Menant. Chaque demi-finale contient sept chansons, les trois arrivées en tête se qualifieraient pour la finale — qui aurait eu lieu le 4 mars 1979 — via les télévotes du public,.
| Ordre | Artiste            | Chanson                        | Points | Place |
| ----- | ------------------ | ------------------------------ | ------ | ----- |
| 1     | Renaud Siry        | Juste une mélodie              | -      | -     |
| 2     | Darras et Désumeur | Arlequin                       | -      | -     |
| 3     | Christy Caro       | L'hiver est le plus chaud      | -      | -     |
| 4     | Elsa Litton        | Cette nuit-là                  | -      | -     |
| 5     | Chorus             | Je vole sur la musique         | -      | -     |
| 6     | Anne-Marie David   | Je suis l'enfant-soleil        | -      | 1     |
| 7     | Michel Démétriadès | Prends la vie comme elle vient | -      | -     |

| Ordre | Artiste          | Chanson                  | Points | Place |
| ----- | ---------------- | ------------------------ | ------ | ----- |
| 1     | Judith Lay       | Enfants de la musique    | -      | -     |
| 2     | Richard Lory     | Un vent de folie         | -      | -     |
| 3     | Francine Aliona  | Danse, allez danse       | -      | -     |
| 4     | Paul et Julie B. | Retour aux années folles | -      | -     |
| 5     | Patrick Loubié   | Bravo, tant pis          | -      | -     |
| 6     | Jean-Noël Dupré  | On est tous pareils      | -      | -     |
| 7     | Nadine Douteau   | Un jour tu trouveras     | -      | -     |

## À l'Eurovision

### Points attribués par la France
| 12 points | Allemagne  |
| 10 points | Portugal   |
| 8 points  | Espagne    |
| 7 points  | Suisse     |
| 6 points  | Danemark   |
| 5 points  | Finlande   |
| 4 points  | Grèce      |
| 3 points  | Monaco     |
| 2 points  | Luxembourg |
| 1 point   | Israël     |

### Points attribués à la France
| 12 points                   | 10 points                  | 8 points  | 7 points  | 6 points                            |
| --------------------------- | -------------------------- | --------- | --------- | ----------------------------------- |
| - Luxembourg - Pays-Bas     | - Italie - Monaco - Suisse | - Grèce   | - Norvège | - Belgique - Portugal - Royaume-Uni |
| 5 points                    | 4 points                   | 3 points  | 2 points  | 1 point                             |
| - Autriche - Israël - Suède |                            | - Espagne |           | - Finlande                          |

Anne-Marie David interprète Je suis l'enfant-soleil en 11e position sur la scène après Israël et avant la Belgique. Au terme du vote final, la France termine 3e sur 19 pays, obtenant 106 points.